# Laura Michelino
Laura Michelino (São Paulo, 1959) es una artista plástica brasileña radicada en París.

## Biografía
Desde 1978 a 1981, se formó en la Universidad de São Paulo, exactamente en la Escuela de Comunicaciones y Artes de la Universidad de São Paulo Archivado el 18 de junio de 2016 en Wayback Machine. (acrónimo en portugués: ECA-USP) y tomó clases de dibujo en el Atelier de Carlos Fajardo y de pintura a la acuarela en el de Rubens Matuck. Debido a sus contactos con Mario Gruber y su atelier, en 1982 se trasladó a París. Así, de 1982 a 1983, estudió grabado en París en el "Atelier 17", fundado por el artista plástico y grabador Stanley William Hayter. Y en 1992, aprendió la técnica de aguagrabado con Bernard Pras. Desde entonces, colabora y produce sus propios aguagrabados en el "Atelier Papou", de Montreuil.

## Algunas exposiciones
2009
- SP ARTE, São Paulo
- Galería GM ARTS, París
- DROPZ  Galería, São Paulo
- « Salon de l’Estampe » París

2008
- Galería Éclat d’Art , Colmar
- Bibliothèque Robert-Desnos, Montreuil-sous-Bois.
- Galería Schön, Bonn, Alemania
- Galería Wenke, Tubinga, Alemania
- Galería Sarö, Suecia
- Galería Guldager, Dinamarca
- Galería Elitzer, Saarbruch, Alemania